# 瓦岗军
瓦岗军，是中国隋末民变的一支起义军，后成为割据势力，国号为“魏”。
隋炀帝大业七年（611年），翟让在东郡韦城县瓦岗寨（今河南滑县东南）聚众起事，郡人单雄信、徐世勣从之；起义军多渔猎手，勇敢善战；瓦岗军初期在永济渠沿岸劫夺过往运粮的船只，大批饥民加入，势力日大。
大业十二年（616年），由于王伯当的引荐，李密在杨玄感兵败后投奔瓦岗军，为其说得程咬金等大批义军来投。当年瓦岗军挺进洛阳，在金堤关大海寺战役中一举击杀隋军名将张须陀，攻取重镇荥阳，之后武牢关守将裴仁基、秦叔宝归顺，瓦岗军声名大振。
十三年（617年）初，瓦岗军攻克荥阳西的洛口仓。隋朝派江都通守王世充率军围剿瓦岗军，败回洛阳。瓦岗军又攻克洛阳北的回洛仓和卫州黎阳仓，开仓賑粮，农民纷纷参加。孟让、郝孝德等部义军也来归附，实力倍增，拥众几十万人，占领河南大部郡县。同年，翟让让位李密，李称魏公，年号永平，以荥阳洛口为都城，公布隋炀帝的十大罪状，正式起兵反隋，成为中原实力首屈一指的割据势力。李密重用隋降官降将；十一月，李密设宴暗杀翟让，并收服单雄信和徐世勣。
十四年（唐高祖李渊武德元年，618年）三月，宇文化及杀隋炀帝立杨浩。段达、王世充、元文都、卢楚、皇甫无逸、郭文懿，赵长文等洛阳七贵拥立杨侗为天子。李密归顺，封太尉。六月，宇文化及率军自江都北上，李密受洛阳之命，于黎阳（今河南浚县东北）击溃宇文化及，但瓦岗军也受到很大损失，李密本人重伤。回洛阳的路上，闻王世充发动政变，杀元文都，控制朝廷，遂拒绝入朝，扎营邙山，准备与王决战。九月，王世充击溃瓦岗军。李密与王伯当、徐世勣等人投奔唐朝，单雄信、裴仁基、秦叔宝、程咬金等人投降王世充。瓦岗军瓦解。